# Roman Lentner
Roman Jan Lentner  (* 15. Dezember 1937 in Chropaczów; † 15. März 2023 in Berlin) war ein polnischer Fußballspieler.

## Leben und Karriere
Lentner wurde 1937 im oberschlesischen Chropaczów, heute ein Stadtteil von Świętochłowice, geboren. Er begann 1947 mit dem Fußballspielen bei Czarni Chropaczów. Zwischenzeitlich spielte er beim LZS Karlino und kehrte 1956 zurück zu Czarni.
Im selben Jahr wurde der Stürmer vom polnischen Erstligisten Górnik Zabrze aus der Nachbarstadt Zabrze verpflichtet. Bei seinem neuen Verein blieb Lentner bis 1969. In den 1960er-Jahren erlebte Górnik seine erfolgreichsten Zeiten und dominierte den polnischen Fußball. Mit der Mannschaft gewann Lentner achtmal die polnische Meisterschaft und dreimal den polnischen Pokal. Von 1957 bis 1966 gehörte er auch zur polnischen Nationalmannschaft, für die er insgesamt 32-mal auflief und sieben Tore schoss, darunter auch bei den Olympischen Sommerspielen 1960.
1969 wechselte Lentner zu GKS Wesoła und ließ dort seine Karriere ausklingen. 1970 beendete er seine Laufbahn als aktiver Spieler.
Er war Träger des Verdienstkreuzes der Republik Polen. 1988 zog Lentner nach Deutschland und lebte in Berlin.